# Aegean Airlines
Aegean Airlines SA (nom legal grec: Αεροπορία Αιγαίου Α.Ε. , Aeroporía Aigaíou) (codi IATA: A3; codi OACI: AEE; indicatiu: AEGEAN) és la principal aerolínia de Grècia i la companyia aèria grega més gran pel nombre total de passatgers transportats, pel nombre de destinacions servides i per la mida de la flota. Membre de Star Alliance des del juny de 2010, opera serveis regulars i xàrter des d'Atenes i Tessalònica a altres destinacions importants de Grècia, Europa i Orient Mitjà. Els seus principals centres de connexions són l'aeroport internacional d'Atenes a Atenes, l'aeroport internacional de Macedònia a Tessalònica i l'aeroport internacional de Làrnaca a Xipre. També utilitza altres aeroports grecs com a bases, alguns dels quals són estacionals. Té la seva seu central a Kifisia, un suburbi d'Atenes.
El 21 d'octubre de 2012, Aegean Airlines va anunciar que havia arribat a un acord per adquirir Olympic Air, i la compra va ser aprovada per la Comissió Europea un any més tard, el 9 d'octubre de 2013. Els dos transportistes continuen operant amb marques separades. A més, Aegean Airlines va participar en les etapes finals de la licitació per a la privatització de Cyprus Airways, la companyia nacional de Xipre. Després de la fallida de Cyprus Airways, Aegean Airlines va establir un centre a l'aeroport de Làrnaca, iniciant així vols programats cap a i des de l'illa a diverses destinacions i omplint el buit de servei creat per la terminació dels serveis de Cyprus Airways.